# Almino Afonso (Rio Grande do Norte)
Almino Afonso é um município brasileiro do estado do Rio Grande do Norte.

## História

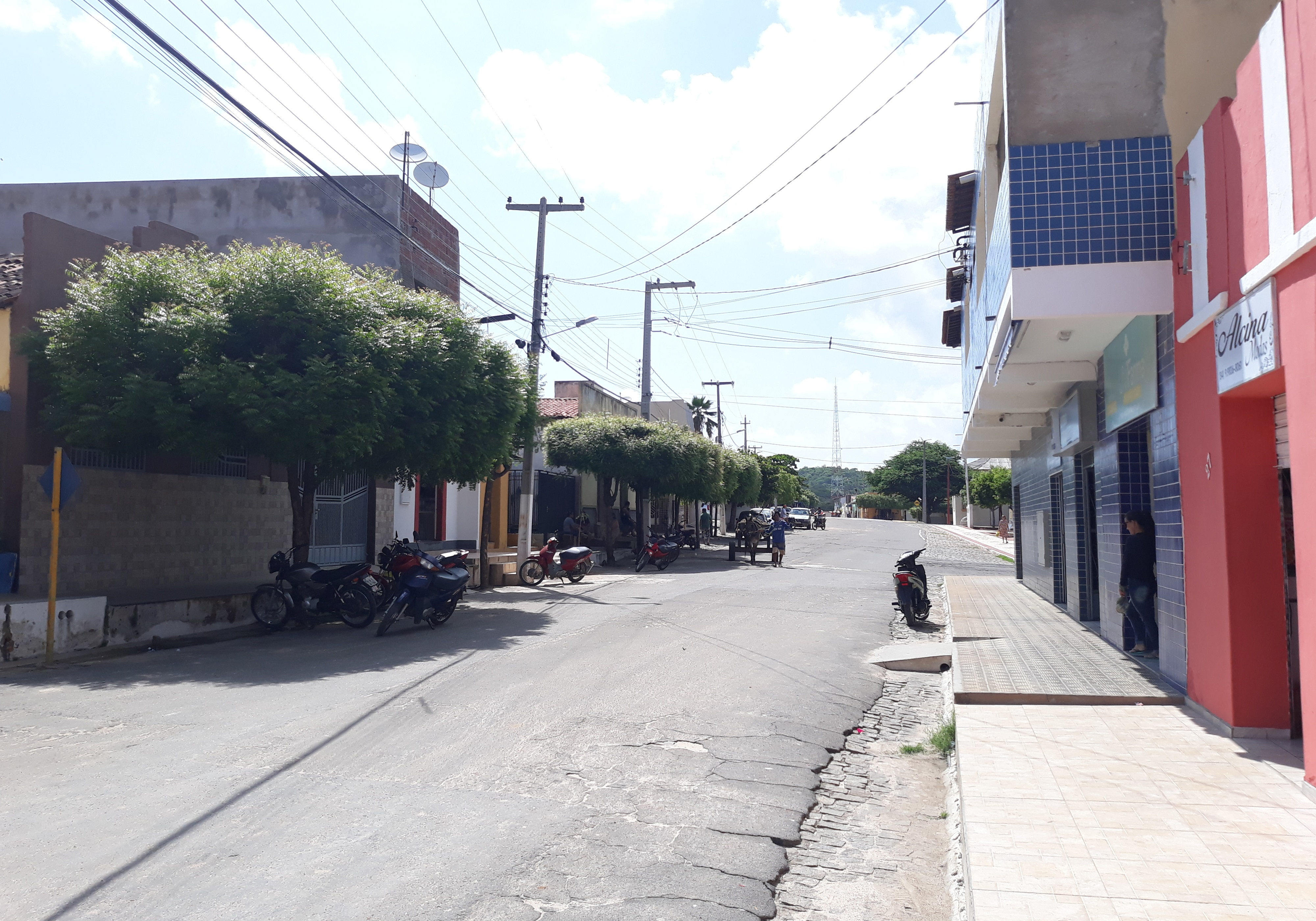
Rua Francisco Nunes de Amorim, nome de um pioneiro da história de Almino Afonso

Inicialmente conhecido como Caieira, em função dos depósitos calcários existentes na região, o povoado se desenvolve a partir da feira livre (a Feira da Caieira), frequentada por moradores das localidades vizinhas.
O atual núcleo habitacional se forma em torno de uma capela, construída por Francisco Nunes Amorim, suas esposa Florentina Nunes de Amorim, e o fazendeiro Local Agostinho Fonseca,o casal Francisco e Florentina eram naturais da Serra de Martins e netos do sesmeiro Clemente Nunes dos Reis, o primeiro habitante do sitio Coroatá, juntamente com moradores ajudados por escravos libertos, que trabalharam voluntariamente, começaram em 1902 a construção da capela do Sagrado Coração de Jesus, e o povoado passou para a condição de Vila, no término da construção da capela em 1912.
Em 1918, em homenagem ao abolicionista e político potiguar nascido no local, Almino Afonso, o povoado muda de nome. Em 31 de dezembro de 1938, torna-se distrito em função do Decreto Estadual nº 603. É elevado à condição de município com a edição da Lei Estadual nº 912, de 24 de novembro de 1953, tendo sido desmembrado de Patu.

## Geografia
De acordo com a divisão do Instituto Brasileiro de Geografia e Estatística vigente desde 2017, Almino Afonso pertence à região geográfica intermediária de Mossoró e à região imediata de Pau dos Ferros. Até então, com a vigência das divisões em microrregiões e mesorregiões, o município fazia parte da microrregião de Umarizal, que por sua vez estava incluída na mesorregião do Oeste Potiguar. Almino Afonso dista 335 quilômetros (km) de Natal, capital estadual, e 2 146 km de Brasília, capital federal. Ocupando uma área territorial de 128,038 km², limita-se a norte com os municípios de Rafael Godeiro, Lucrécia e Umarizal; a sul com Antônio Martins, João Dias e Catolé do Rocha, este último na Paraíba; a leste com Patu e a oeste com Frutuoso Gomes e novamente Lucrécia.
O relevo do município está inserido na Depressão Sertaneja, formada por terrenos de transição entre o Planalto da Borborema e a Chapada do Apodi, com formações rochosas metamórficas do embasamento cristalino, originárias do período Pré-Cambriano superior, com idade entre 570 milhões e 1,1 bilhão de anos. Quanto aos tipos de solo, predomina o podzolítico vermelho amarelo equivalente eutrófico, típico de áreas com relevo de suave a ondulado e textura média, além da drenagem acentuada e do alto nível de fertilidade. Segundo a nova classificação brasileira de solos, este tipo de solo passou a constituir os luvissolos.

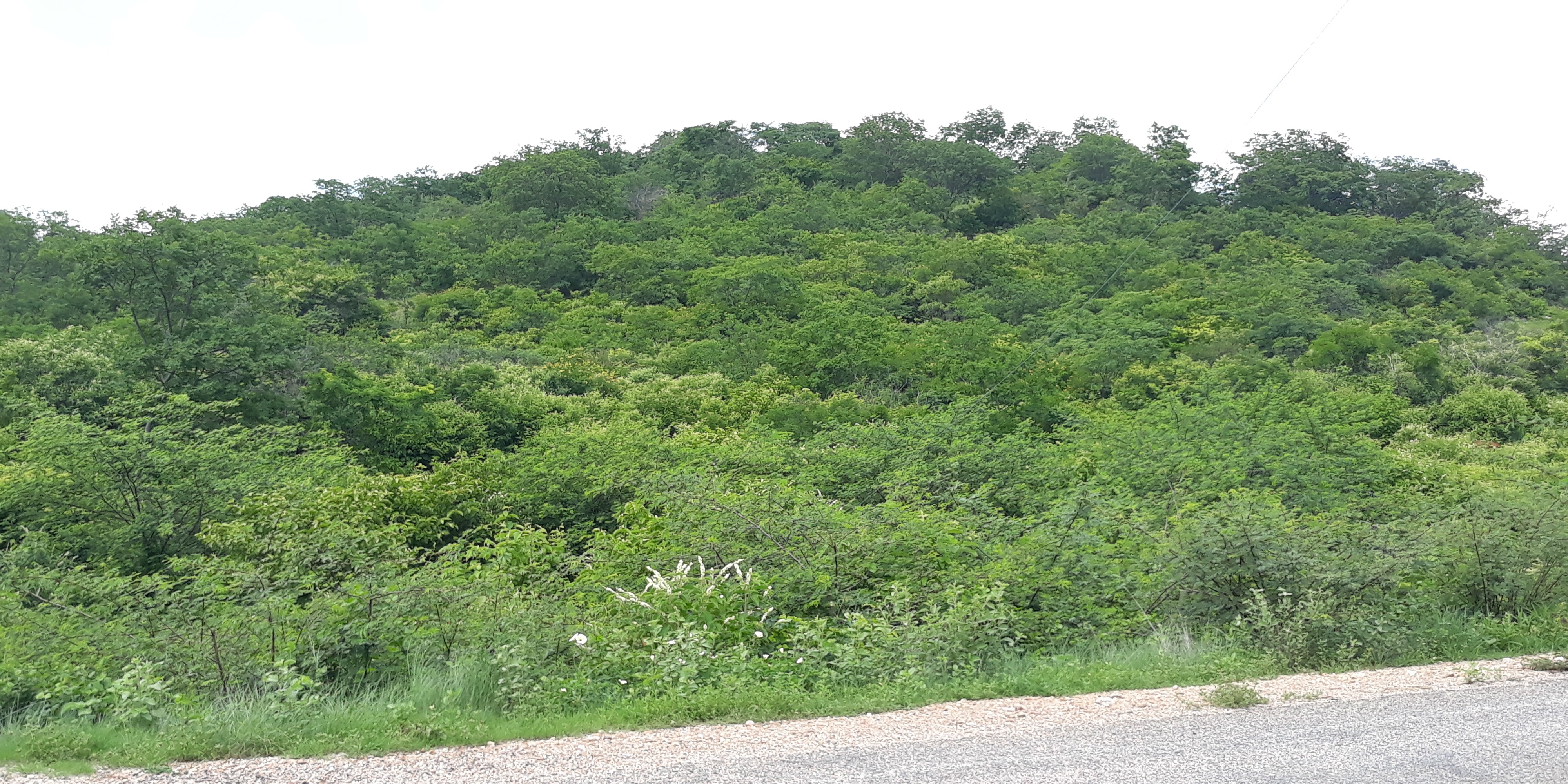
Caatinga, vegetação típica do município, durante o período chuvoso

Esses solos são cobertos pela vegetação da caatinga, com espécies de pequeno porte, que perdem suas folhas na estação seca, sendo comum a presença de cactáceas. Também existe a floresta caducifólia, cujas espécies apresentam folhas pequenas, que também perdem suas folhas no período seco. Dentre as espécies encontradas estão: facheiro (Pilosocereus pachycladus), faveleiro (Cnidoscolus quercifolius), jurema-preta (Mimosa hostilis), marmeleiro (Cydonia oblonga), mufumbo (Combretum leprosum) e o xique-xique (Pilosocereus polygonus). Todo o município possui seu território na bacia hidrográfica do rio Apodi-Mossoró; o Açude Lauro Maia é o maior reservatório do município, construído nos anos 1970 e com capacidade para represar 3 404 250 metros cúbicos (m³) de água, além do açude Caetano (1 987 500 m³).
Levando-se em conta apenas o índice pluviométrico, Almino Afonso apresenta características de clima tropical do tipo Aw, com chuvas concentradas no primeiro semestre do ano, mais especificamente de fevereiro até maio. Incluindo-se outros fatores, como a evapotranspiração, o índice de aridez e o risco de seca, Almino Afonso está incluído na área geográfica de abrangência do clima semiárido delimitada em 2005 e revisada em 2017 pelo antigo Ministério da Integração Nacional (MIN). Segundo dados da Empresa de Pesquisa Agropecuária do Rio Grande do Norte (EMPARN), referentes ao período de 1962 a 2011 e a partir de 2020, o maior acumulado de chuva registrado no município em 24 horas atingiu 150,6 mm em 12 de abril de 1966, sendo o recorde mensal de 559 mm em março de 2023, superando os 514,5 mm de abril de 1974. Por sua vez, o recorde anual é de 1 750,7 mm em 1985. Desde novembro de 2019, quando começou a operar uma estação meteorológica automática da EMPARN na cidade, a menor temperatura ocorreu em 22 de julho de 2020, com mínima de 18,4 °C, e a maior em 3 de dezembro de 2019, quando a máxima atingiu 39,8 °C à tarde.
| Dados climatológicos para Almino Afonso                                                         | Dados climatológicos para Almino Afonso | Dados climatológicos para Almino Afonso | Dados climatológicos para Almino Afonso | Dados climatológicos para Almino Afonso | Dados climatológicos para Almino Afonso | Dados climatológicos para Almino Afonso | Dados climatológicos para Almino Afonso | Dados climatológicos para Almino Afonso | Dados climatológicos para Almino Afonso | Dados climatológicos para Almino Afonso | Dados climatológicos para Almino Afonso | Dados climatológicos para Almino Afonso | Dados climatológicos para Almino Afonso |
| Mês                                                                                             | Jan                                     | Fev                                     | Mar                                     | Abr                                     | Mai                                     | Jun                                     | Jul                                     | Ago                                     | Set                                     | Out                                     | Nov                                     | Dez                                     | Ano                                     |
| ----------------------------------------------------------------------------------------------- | --------------------------------------- | --------------------------------------- | --------------------------------------- | --------------------------------------- | --------------------------------------- | --------------------------------------- | --------------------------------------- | --------------------------------------- | --------------------------------------- | --------------------------------------- | --------------------------------------- | --------------------------------------- | --------------------------------------- |
| Temperatura máxima recorde (°C)                                                                 | 38,4                                    | 38,8                                    | 37                                      | 36                                      | 34,9                                    | 35                                      | 36,8                                    | 37,2                                    | 38,1                                    | 39                                      | 38,9                                    | 39,8                                    | 39,8                                    |
| Temperatura mínima recorde (°C)                                                                 | 20,8                                    | 20,1                                    | 20,6                                    | 21,2                                    | 20,4                                    | 19,1                                    | 18,4                                    | 19,1                                    | 20,2                                    | 20,1                                    | 21,1                                    | 21,2                                    | 18,4                                    |
| Precipitação (mm)                                                                               | 96,5                                    | 126,3                                   | 222                                     | 230,3                                   | 114,2                                   | 54,6                                    | 30,8                                    | 8,7                                     | 3,8                                     | 8                                       | 8,5                                     | 32,9                                    | 936,6                                   |
| Fonte: EMPARN (recordes de temperatura: 13/11/2019-presente; médias de precipitação: 1962-2011) |                                         |                                         |                                         |                                         |                                         |                                         |                                         |                                         |                                         |                                         |                                         |                                         |                                         |

## Demografia
A população de Almino Afonso no censo demográfico de 2022 era de 4 687 habitantes, com uma taxa média de crescimento negativa de -0,316% ao ano em relação ao censo de 2010, sendo o 122° município em população do Rio Grande do Norte e o 4 373° do Brasil, apresentando uma densidade demográfica de 37,5 hab./km². De acordo com este mesmo censo, 71,42% dos habitantes viviam na zona urbana e 28,58% na zona rural. Ao mesmo tempo, 51,26% da população eram do sexo masculino e 48,74% do sexo feminino, tendo uma razão de sexo de aproximadamente 105 homens para cada cem mulheres. Quanto à faixa etária, 66,99% da população tinham entre 15 e 64 anos, 23,79% menos de quinze anos e 9,22% 65 anos ou mais.
Ainda segundo o mesmo censo, a população de Almino Afonso era formada por católicos apostólicos romanos (82,31%), protestantes (10,14%), testemunhas de Jeová (0,53%), esotéricos (0,08%) e católicos ortodoxos (0,06%). Outros 6,8% não tinham religião, incluindo-se aí os ateus (0,25%), e 0,08% não possuíam religião determinada ou tinham múltiplo pertencimento. O município possui como padroeiro o Sagrado Coração de Jesus e é sede de uma paróquia, do qual também fazem parte os municípios de Lucrécia e Rafael Godeiro. A paróquia foi criada no dia 21 de setembro de 2011 e é vinculada à Diocese de Mossoró. Existem também alguns credos protestantes ou reformados, sendo eles: Assembleia de Deus, Casa da Bênção, Igreja Congregacional, Igreja Batista, Igreja Presbiteriana e Igreja Universal do Reino de Deus.
Conforme pesquisa de autodeclaração do mesmo censo, 54,09% dos habitantes eram pardos, 44% brancos, 1,32% pretos e 0,59% amarelos. Todos os habitantes eram brasileiros natos (71,95% naturais do município) dos quais 98,6% naturais do Nordeste, 0,65% do Sudeste, 0,36% do Norte e 0,27% do Centro-Oeste, além de 0,12% sem especificação. Dentre os naturais de outras unidades da federação, a Paraíba tinha o maior percentual de residentes (7,98%), seguido pelo Ceará (0,71%) e por São Paulo (0,58%).
O Índice de Desenvolvimento Humano do município é considerado médio, de acordo com dados do Programa das Nações Unidas para o Desenvolvimento (PNUD). Segundo dados do relatório de 2010, divulgados em 2013, seu valor era 0,624, estando na 47ª posição a nível estadual e na 3 607ª colocação a nível nacional. Considerando-se apenas o índice de longevidade, seu valor é 0,739, o valor do índice de renda é 0,578 e o de educação 0,568. No período de 2000 a 2010, o índice de Gini reduziu de 0,588 para 0,494 e a proporção de pessoas com renda domiciliar per capita de até R$ 140 caiu 44,55%. Em 2010, 64,76% da população vivia acima da linha de pobreza, 17,74% abaixo da linha de indigência e 17,5% entre as linhas de indigência e de pobreza. No mesmo ano, os 20% mais ricos eram responsáveis por 52,5% no rendimento total municipal, valor quase vinte vezes superior ao dos 20% mais pobres, de apenas 2,69%.

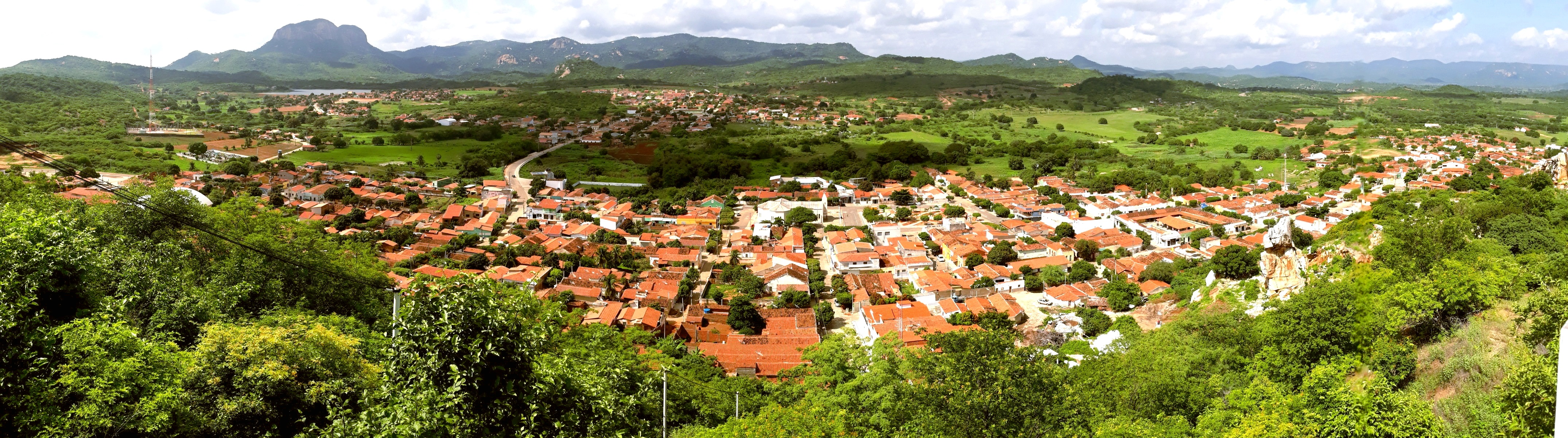
A cidade vista do Mirante e Santuário São José

## Política
A administração municipal se dá através dos poderes executivo e legislativo, sendo o primeiro representado pelo pelo prefeito, auxiliado pelo seu gabinete de secretários. O primeiro prefeito constitucional do município foi o sousense Felinto de Paiva Gadelha, eleito em 3 de outubro de 1954 e empossado em 31 de janeiro de 1955, exercendo o cargo até 30 de janeiro de 1960. O atual, eleito em 2016 com 66,53% dos votos válidos, é Waldênio Carlos Belarmino de Amorim, do Movimento Democrático Brasileiro (MDB), tendo como vice Alvanilson Medeiros Carlos, do Partido da Social Democracia Brasileira (PSDB).
O poder legislativo é representado pela câmara municipal, que funciona no Palácio Francisca Cordeiro Chavante, constituída por nove vereadores. Cabe à casa legislativa elaborar e votar leis fundamentais à administração e ao Executivo, especialmente o orçamento municipal (conhecido como Lei de Diretrizes Orçamentárias).
Existem também alguns conselhos municipais atualmente em atividade: alimentação escolar, direitos da criança e do adolescente, direitos do idoso, educação, FUNDEB, saúde, transporte escolar e tutelar. Almino Afonso se rege por sua lei orgânica, promulgada em 1990, e é sede de uma comarca do poder judiciário estadual, de primeira entrância, cujos termos são os municípios de Frutuoso Gomes, Lucrécia e Rafael Godeiro. De acordo com o Tribunal Superior Eleitoral (TSE), Almino Afonso pertence à 37ª zona eleitoral do Rio Grande do Norte e possuía, em dezembro de 2018, 4 867 eleitores, o que representa 0,205% do eleitorado potiguar.